# Stazione di Niitsu
La Stazione di Niitsu (新津駅?, Niitsu-eki) è un'importante stazione ferroviaria della città di Niigata, nella prefettura omonima della regione del Koshinetsu, punto di diramazione di tre linee ferroviarie

## Linee e servizi
East Japan Railway Company
■ Linea principale Shin'etsu
■ Linea Ban'etsu occidentale
■ Linea principale Uetsu

## Struttura
La stazione è costituita da un marciapiede laterale e due a isola, con cinque binari passanti totali, collegati da una passerella sopraelevata al fabbricato viaggiatori. Nella stazione si trovano servizi, biglietteria automatica e presenziata (questa aperta dalle 6:00 alle 21:30), una sala d'attesa e un chiosco. Grazie alle scale mobili e agli ascensori installati, inoltre la struttura è accessibile ai disabili.
| 1-2-3-4-5 | ■ Linea principale Shin'etsu | per Higashi-Sanjō e Nagaoka         |
| 1-2-3-4-5 | ■ Linea principale Shin'etsu | per Niigata                         |
| 1-2-3-4-5 | ■ Linea principale Uetsu     | per Mizuhara, Shibata e Murakami    |
| 1-2-3-4-5 | ■ Linea Ban'etsu occidentale | per Gosen, Tsugawa e Aizu-Wakamatsu |

## Stazioni adiacenti
| «                          | Servizio                                | »                          |
| Linea principale Shin'etsu | Linea principale Shin'etsu              | Linea principale Shin'etsu |
| -------------------------- | --------------------------------------- | -------------------------- |
| Furutsu                    | Locale                                  | Satsukino                  |
| Yashiroda←                 | Rapido Rakuraku Trein Shin'etsu         | ← Niigata                  |
| Kamo←                      | Rapido Kubikino Rapido Ohayou Shin'etsu | ← Niigata                  |
| Linea Ban'etsu occidentale |                                         |                            |
| Higashi-Niigata            | Locale                                  | Satsukino                  |
| Gosen←                     | Rapido Agano                            | ← Niigata                  |
| Linea principale Uetsu     |                                         |                            |
| Capolinea                  | Locale                                  | Kyōgase                    |